# Enric Prat de la Riba
Det här är ett katalanskt namn. Faderns efternamn är Prat de la Riba och moderns Sarrà.
Enric Prat de la Riba i Sarrà (uttal: /ənˈrik ˈpɾad də ɫə ˈriβə/), född 29 november 1870 och avliden 1 augusti 1917, var en spansk politiker, advokat och författare. Han var medlem av Centre Escolar Catalanista, där en av de tidigaste definitionerna av katalansk nationalism formulerades. Han blev 1914 den förste presidenten i Katalanska samväldet – den första officiella myndigheten för regionen Katalonien sedan 1714 – och satt på posten till sin död. Prat de la Riba författade boken och det politiska manifestet La nacionalitat catalana, som förespråkade större självstyre för Katalonien.

## Biografi

### Bakgrund
Enric Prat de la Riba i Sarrià föddes 1870 i Castellterçol, en småstad i Vallès Oriental i Barcelonaprovinsen, i en välbärgad romersk-katolsk. Han inledde studier i juridik på Barcelonas universitet (1887–93) och tog därefter juridikexamen på Complutenseuniversitetet i Madrid (1894).

### Politisk karriär
Prat de la Riba drogs mot den katalanska nationalismen redan under sin studietid. Han blev 1887 medlem av Centre Escolar Catalanista, året efter sekreterare för dess avdelning för rätt, filosofi och litteratur samt 1890–91 organisationens ordförande.
1891 valdes han till sekreterare i den kulturella och politiska organisationen Unió Catalanista (UC). Som medlem av UC utformade han flera av dess främsta manifest, inklusive 1897 års "Missatge a S.M. Jordi I, el rei dels Hel·lens" ('meddelande till hellenernas kung').
Prat de la Riba författade nationalistiska skrifter som Compendi de la doctrina catalanista ('kompendium över den katalanistiska doktrinen') och Compendi de la història de Catalunya ('kompendium över Kataloniens historia'). Han grundade även tidskriften La Renaixença.
Från cirka 1899 verkade han politiskt som förespråkare för katalansk nationalism, först som medlem av Centre Nacional Catalá och senare genom Lliga Regionalista. Den sistnämnda var ett katalanskt politiskt parti på högerkanten, grundat 1901 av bland andra Prat de la Riba. Partiet krävde större administrativt självstyre för Katalonien.
Prat de la Riba tjänstgjorde som sekreterare i den församling som 1892 författade utkastet till en regional författning. Denna, känd som Bases de Manresa, var det första steget mot utvecklandet av Stadgar för Kataloniens självstyre. Han är också känd som författaren till det noucentistiska nationalistiska manifestet La nacionalitat catalana (1906).

### Offentliga ämbeten
1907 bildades den centrala kulturinstitutionen Institut d'Estudis Catalans, efter initiativ från Prat de la Riba. Samma år blev han ordförande för Diputació de Barcelona (Barcelonaprovinsens provinsstyre), en post han återvaldes till 1909, 1911, 1913 och 1917.
Prat de la Riba valdes 6 april 1914 till president (ordförande) för Katalanska samväldet (Mancomunitat de Catalunya), den nya organisation som samordnade de fyra provinsstyrena i regionen. Samväldet var den första officiella myndigheten för hela regionen Katalonien sedan 1714 års upphörande av det katalanska självstyret. Myndigheten hade ratificerats av Deputeradekammaren, om än med inskränkta befogenheter gentemot den ursprungliga planen, men godkändes aldrig av Senaten.
14 maj 1917 återvaldes Prat de la Riba till posten som samväldespresident. Han avled 1 augusti 1917, i sin födelseort Castellterçol, 47 år gammal.

## Eftermäle
Enric Prat de la Riba var under sin levnad var en av de viktigaste politikerna i Katalonien. Genom sina skrifter samt grundande av organisationer, tidningar och partier bidrog han starkt till att forma den katalanskt nationalistiska väckelsen åren runt och efter förra sekelskiftet.
Prat de la Ribas efterlevande släktingar donerade 1984 hans födelsehus till Kataloniens regionstyre. Huset har därefter ombildats till ett museum, öppet delar av veckan från april till december.